# Nížina

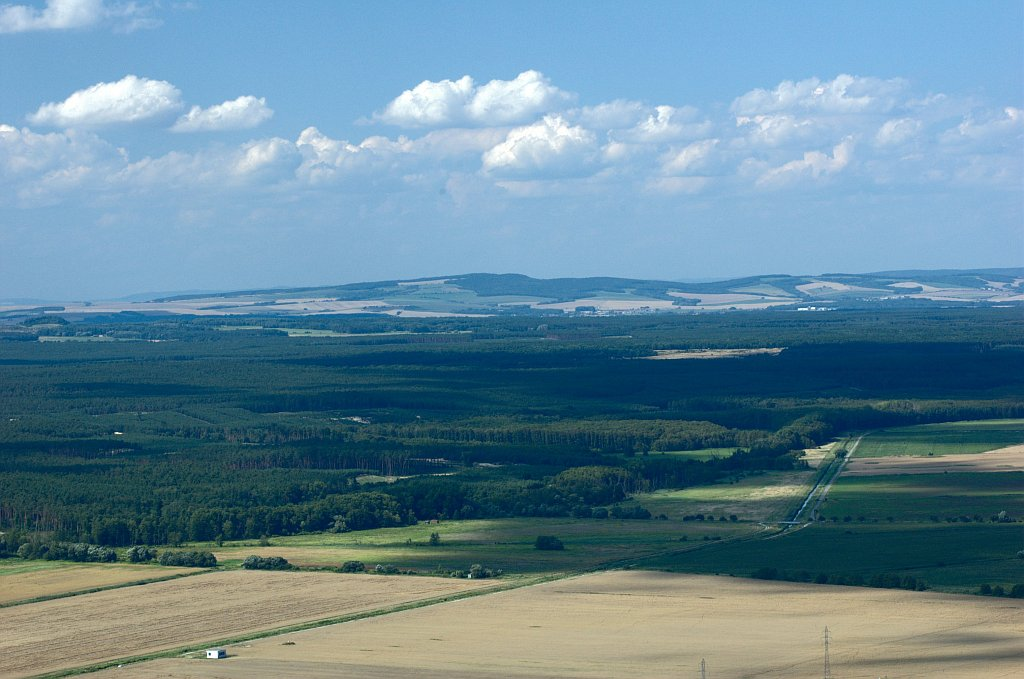
Záhorská nížina

Nížina je část zemského povrchu o nadmořské výšce 0–200 m (popř. až 300 m), tvořená nezpevněnými nebo málo zpevněnými sedimentárními horninami, plochá nebo jen málo zvlněná, s relativní výškovou členitostí do 75 m. Obvykle tudy protékají velké řeky svými dolními toky, které zde zanechávají povodňové sedimenty, díky nimž bývají nížiny velmi úrodné.
Celosvětově jsou nížiny nejhustěji zalidněnou výškovou zónou, což je způsobeno zejména dobrou dostupností (mořské pobřeží, plochý terén) a úrodností. V mírném podnebném pásmu se též jedná o oblasti s nejpříznivějším klimatem. To ale neplatí blíže k rovníku, kde jsou často nížiny příliš vlhké a horké, a více zalidněné jsou vyšší polohy.

## Typy nížin
Existuje řada typů s charakteristickými tvary.
- Nížina pobřežní je bývalá část mořského dna s mírně zvlněným reliéfem, který se od mořské hladiny zvolna zvedá. Na plážích je výskyt mysů, kos a přesypů (např. nížina na Floridě, na východním pobřeží Brazílie, Kaspická nížina).
- Nížina jezerní je tvořena vynořeným dnem jezera.
- Nížina deltová představuje rovinu při ústí řeky do moře s četnými rameny a lagunami (např. nížina deltová řeky Amazonky, 100 000 km2).
- Nížina piedmontová vzniká spojením říčních náplavových kuželů při vyústění toku z pohoří do nížiny.
- Nížina říční je tvořena sedimenty vodních toků, údolními nivami a říčními terasami; výskyt meandrů, mrtvých ramen, břehových valů.

## Nížina a rovina
S pojmem nížina nelze zaměňovat pojem rovina, který označuje část zemského povrchu o minimální vertikální členitosti a může se nacházet v jakékoli nadmořské výšce.

## Nížiny v Česku
Česko je poměrně vysoko položené a nížiny do 200 m n. m. tvoří jen velmi malou část území, podél dolních toků Labe, Dyje a Moravy. Nížinami do 300 m n. m. jsou pak Polabí, Dyjsko-svratecký úval, Hornomoravský úval, Dolnomoravský úval a Ostravská pánev. Jedná se o nejhustěji zalidněné a nejúrodnější části Česka. Tři největší česká města, Praha, Brno a Ostrava, leží svým jádrem zhruba na úrovni 200 metrů nad mořem.